# SV Thorn
SV Thorn (celým názvem: Sportverein Thorn) byl německý sportovní klub, který sídlil v západopruském městě Thorn (dnešní Toruń v Kujavsko-pomořském vojvodství). Založen byl v roce 1940 po anexi polského města Toruń, zanikl v roce 1944 po ústupu německých vojsk z území města.
Své domácí zápasy odehrával na stadionu Städtisches Stadion an der Zeppelinstraße.

## Účast v nejvyšší soutěži
- Gauliga Danzig-Westpreußen
  - 1942/43, 1943/44

## Umístění v jednotlivých sezonách
Stručný přehled
Zdroj: 
- 1942–1944: Gauliga Danzig-Westpreußen

Jednotlivé ročníky
Zdroj: 
Legenda: Z - zápasy, V - výhry, R - remízy, P - porážky, VG - vstřelené góly, OG - obdržené góly, +/- - rozdíl skóre, B - body, červené podbarvení - sestup, zelené podbarvení - postup, fialové podbarvení - reorganizace, změna skupiny či soutěže
| Velkoněmecká říše (1942 – 1944) |                            |        |    |   |   |   |    |    |     |    |        |
| Sezóny                          | Liga                       | Úroveň | Z  | V | R | P | VG | OG | +/- | B  | Pozice |
| 1942/43                         | Gauliga Danzig-Westpreußen | 1      | 13 | 8 | 0 | 5 | 35 | 32 | +3  | 16 | 4.     |
| 1943/44                         | Gauliga Danzig-Westpreußen | 1      | 17 | 7 | 1 | 9 | 51 | 50 | +1  | 15 | 6.     |